# Erinnerungsabzeichen für den Feldzug gegen die Sowjetunion

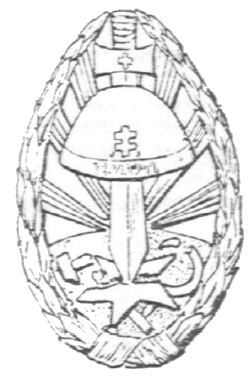
Das slowakische Erinnerungsabzeichen für den Feldzug gegen die Sowjetunion

Das Erinnerungsabzeichen für den Feldzug gegen die Sowjetunion (Památný odznak Za ťažení proti SSSR) war eine slowakische, vom Staatspräsidenten Jozef Tiso 1943 gestiftete Auszeichnung, die während des Zweiten Weltkriegs an die Angehörigen der slowakischen Streitkräfte, aber auch an sonstige Personen verliehen wurde, wenn diese die Mindestanforderung des Abzeichens erfüllt hatten.

## Stufeneinteilung
Das Erinnerungsabzeichen selber wurde in drei Stufen gestiftet und in der 
- 1. Stufe in Silber (versilbert) verliehen, wenn die zu beleihende Militärperson mindestens 30 Tage persönlich an den Kämpfen außerhalb der Slowakei beteiligt gewesen war oder im Rahmen von Feldverbänden im genannten Zeitraum einer kämpfenden slowakischen Einheit angehört hatte.

- Die 2. Stufe ebenfalls in Silber, allerdings mit polierter Klinge, wurde dagegen verliehen, wenn diejenige Militärperson zwar die Grenze der Slowakei überschritten hatte, aber sich bei solchen Einheiten befunden hatte, die entweder an den Kämpfen unbeteiligt oder nicht 30 Tage im Feld gestanden hatten.

- Die 3. Stufe in Bronze wurde an all diejenigen Personen verliehen, die in der Heimat wenigstens drei Monate durch Dienst oder Arbeit in Soldatenuniform oder in der Uniform der Arbeitsformation des Landesverteidigungsministeriums zum Ostfeldzug beigetragen hatten.

## Aussehen
Das hochovale Abzeichen zeigt innerhalb eines geschlossenen Olivenblätterkranzes eine hinter einem Stück der Weltkugel aufgehende, durch sechs Strahlenbündel angedeutete Sonne, die von einem gesenkten Schwert mit dem christlichen Kreuz auf der Parierstange dargestellt ist. Die Schwertspitze zertrümmert dabei gerade einen Sowjetstern neben diesem bereits die zerbrochenen Symbole des Bolschewismus, Hammer und Sichel liegen. Vor das Schwert gelegt ist ein slowakischer Stahlhelm mit dem slowakischen Doppelkreuz auf der Stirn und dem darunter liegenden Datum der Kriegserklärung an die Sowjetunion (22.VI.1941). Die 1. Stufe des Abzeichens war voll versilbert, die 2. Stufe zeigte einen silbernen Kranz und ein versilbertes Schwert mit polierter Klinge, während die 3. und unterste Stufe in Bronze gehalten war. Getragen wurde das Erinnerungsabzeichen auf der rechten Brustseite.